# Bitwa pod Studziankami
Bitwa pod Studziankami – w dniach 9–16 sierpnia 1944 roku pod wsią Studzianki (obecnie od 1969 roku Studzianki Pancerne), toczyła się bitwa oddziałów 8 Gwardyjskiej Armii wraz z przydzieloną do niej 1 Brygadą Pancerną im. Bohaterów Westerplatte z elementami dwóch niemieckich dywizji pancernych (1 Dywizja Pancerno-Spadochronowa Hermann Göring i 19 Dywizja Pancerna) i 45 Dywizją Grenadierów. Celem oddziałów radzieckich i polskich była obrona przyczółka warecko–magnuszewskiego przed niemieckimi oddziałami. Bitwa zakończyła się zwycięstwem sił polsko-radzieckich.

## Geneza
1 sierpnia wojska 1 Frontu Białoruskiego Armii Czerwonej przeprawiły się przez Wisłę w rejonie Mniszewa i Ryczywołu i opanowały przyczółek warecko-magnuszewski. 3 sierpnia żołnierze z radzieckiego 101 pułku z 35 Gwardyjskiej Dywizji z 4 Gwardyjskiego Korpusu Strzeleckiego zajęli Studzianki i dotarli w rejon Głowaczowa. Spod Wołomina ściągnięto niemiecką Dywizję „Hermann Göring”, której zadaniem było powstrzymanie radzieckiej 8 Gw. Armii kontrnatarciem w kierunku na wsie Chodków i Studzianki. 
6 sierpnia rozpoczął się marsz polskich jednostek w kierunku przyczółka tzn. 1 Brygady Pancernej im. Bohaterów Westerplatte, 3 Dywizji Piechoty im. Romualda Traugutta, a następnie 2 Dywizji Piechoty im. Henryka Dąbrowskiego.

## Bitwa
9 sierpnia pierwsze polskie czołgi przeprawiły się na przyczółek, a w tym czasie Niemcy ponownie zajęli Grabnowolę i podeszli pod Studzianki. Postępy Niemców zahamował atak 3 kompanii czołgów z 1 Brygady Pancernej, a 11 sierpnia Niemcy zostali ostatecznie wyparci ze wsi Studzianki po ataku 1 kompanii czołgów podporucznika Świetany. Dzięki temu został zmniejszony wyłom w pozycjach polsko–radzieckich, który został ostatecznie zamknięty 14 sierpnia dzięki koncentrycznemu uderzeniu wzdłuż tzw. Grobli. Walki były zażarte i skrzyżowanie dróg w rejonie Studzianek było przez Polaków zdobywane 7 razy. Ostatecznie 15 sierpnia bitwa zakończyła się likwidacją sił niemieckich zamkniętych w kotle.
Nie był to koniec walk o utrzymanie przyczółka warecko–magnuszewskiego, likwidacja odciętych sił niemieckich trwała jeszcze kilka dni. Następnym etapem było forsowanie Pilicy, o którą oparte były pozycje zarówno niemieckie, jak i polsko–radzieckie.
Duży udział w zwycięstwie miała 1 Brygada Pancerna, która zniszczyła ok. 10 czołgów, 16 dział i moździerzy, 6 transporterów opancerzonych i zdobyła baterię armat przy stratach własnych wynoszących 18 czołgów zniszczonych i 9 uszkodzonych. Była to największa bitwa stoczona przez polskie czołgi na froncie wschodnim.
Straty niemieckie w bitwie oszacowano na ok. 1000 poległych, rannych i w niewoli. Polacy zniszczyli kilkanaście czołgów, dział polowych, moździerzy i samochodów. Podczas walk nad środkową Wisłą 1 Armia Wojska Polskiego straciła 484 zabitych i 1459 rannych, 63 żołnierzy zaginęło bez wieści. Żołnierze polscy zabici i zmarli na skutek ran zostali pochowani na cmentarzach w Garwolinie, Magnuszewie i Wildze.

## Pamięć
Walki na przyczółku w Studziankach zostały upamiętnione na Grobie Nieznanego Żołnierza w Warszawie, napisem na jednej z tablic w okresie po II wojnie światowej – „Studzianki - Warka 10 VIII - 12 IX 1944” oraz napisem „STUDZIANKI” na zniczu Grobu Nieznanego Żołnierza w Krakowie.  
- Ze składek żołnierzy wybudowano po wojnie w Studziankach szkołę im. 1 Brygady Pancernej im. Bohaterów Westerplatte, w której znalazła się Izba Pamięci poświęcona bitwie.
- 12 sierpnia 1969 roku wieś Studzianki otrzymała nazwę Studzianki Pancerne, a w maju 1978 roku odznaczona została Orderem Krzyża Grunwaldu II klasy.
- Herb wsi Studzianki Pancerne projektu Szymona Kobylińskiego to czołg z husarskimi skrzydłami.
- W dziesiątą rocznicę bitwy, w 1954 roku, wydano specjalną kopertę FDC upamiętniającą bitwę.
- W 80 rocznicę Bitwy pod Studziankami w sierpniu 2024 roku Ustawowy Społeczny Opiekun Zabytków Powiatu Kozienickiego oraz Polski Czarny Krzyż wydali medal pamiątkowy z napisem : awers : 80 ROCZNICA BITWY POD STUDZIANKAMI , Herb wsi Studzianki oraz data 9-16 Sierpnia 1944 , rewers: daty : 1-5-9-16. VIII . 1944 ( Daty te nawiązują do dni : 1 sierpnia forsowano wisłę pod Dęblinem i Puławami oraz Magnuszewem, między 1 a 5 sierpnia wysiedlano miejscową ludność, a od 9 do 16 sierpnia trwała bitwa pod Studziankami. Medal ma własną wstążkę w kolorach Ciemna zieleń, bordo, oraz biel i czerwień w barwach narodowych. Kolory te symbolizują : zieleń jako kolor munduru wojskowego 1 Armii WP oraz Puszczy Kozienickiej na terenie której znajduje się odcinek 100 km Powiatu Kozienickiego, Kolor bordowy symbolizuję ofiarę Armii Czerwonej w walkach wyzwoleńczych przyczółka, zaś biel i czerwień symbolizują Polskie barwy narodowe, jako że wieś Studzianki to pierwsza wieś którą sam bez udziału armii sprzymierzonej wyzwolił Polski Żołnierz. W tym przypadku 1 Brygada Pancerna im.Bohaterów Westerplatte.

## Kultura masowa
- Odcinki 3–5 serialu Czterej pancerni i pies rozgrywają się w trakcie tej bitwy.
- W grze studia Wargaming.net World of Tanks występuje mapa "Studzianki" na której można rozegrać bitwę pancerną.

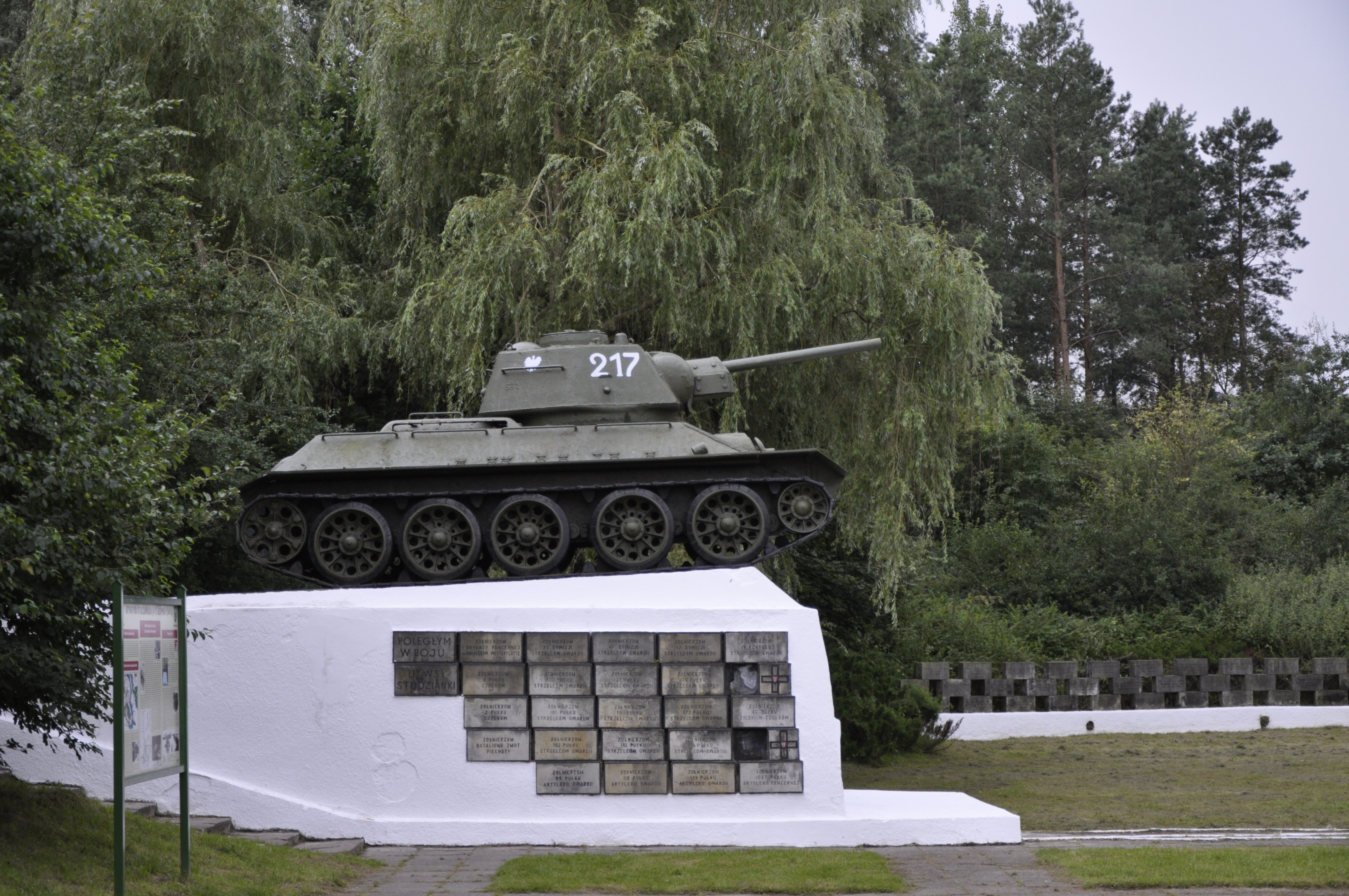
Pomnik poległych
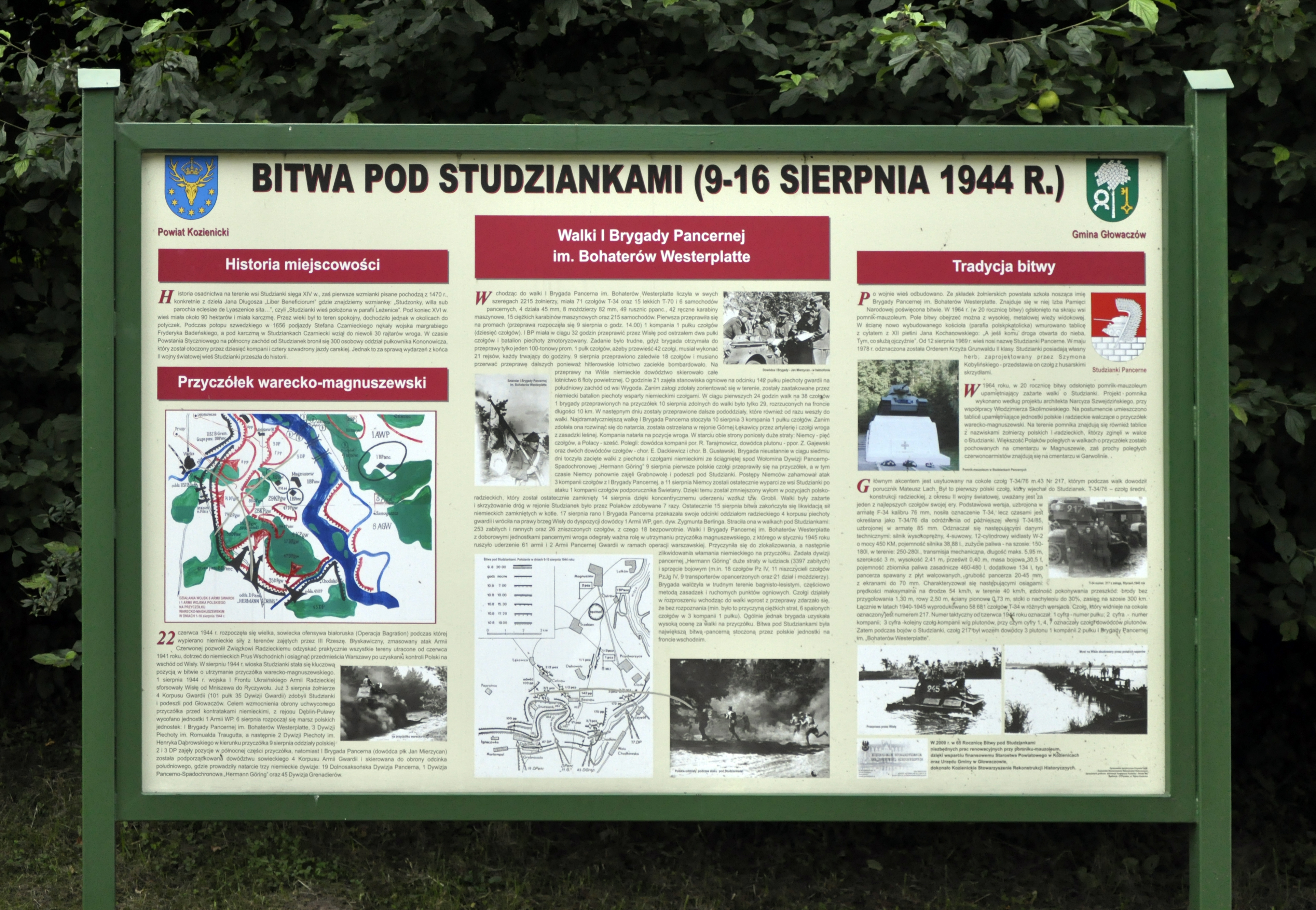
Tablica informacyjna